# 서울노량진초등학교
서울노량진초등학교는 대한민국 서울특별시 동작구 노량진동에 있는 공립 초등학교이다.

## 학교 연혁
- 1948년 10월 10일 서울노량진공립국민학교 개교(7학급)(설립인가 3월 20일)
- 1985년 7월 16일 현 본관 교사 준공
- 1996년 3월 1일 현재 교명으로 개칭
- 2002년 5월 25일 학교 홈페이지 개설
- 2008년 3월 15일 노량진 총동창회 창립 총회
- 2009년 6월 20일 학습준비물지원센터 설치
- 2009년 8월 30일 영어전용교실 설치
- 2009년 11월 7일 연못 환경 개선 공사 및 암석원 조성
- 2012년 11월 26일 학교안전망 구축 교내 CCTV설치공사(4대)
- 2016년 2월 19일 제67회 졸업식(졸업생 73명, 총 22610명)
- 2016년 2월 22일 보건실 이전 및 환경 개선
- 2016년 3월 31일 2016 삼성화재 생명의 숲 드림스쿨 선정
- 2016년 7월 11일 학교 숲 조성 사업
- 2016년 9월 1일 서울형 혁신학교 지정
- 2016년 10월 1일 양치실 및 2·3동사 교실 플로링·창호·소방설비 교체 및 스탠드 보수
- 2017년 2월 14일 제68회 졸업식(졸업생 74명, 총 22685명)
- 2017년 2월 22일 다목적실(자람터) 설치
- 2017년 8월 24일 학교폭력 예방을 위한 CCTV 교체(5대) 설치공사
- 2017년 10월 14일 급식실 테이블 교체
- 2017년 10월 31일 석축보강옹벽공사,도서실 책걸상 교체,과학실 실험대 및 의자 교체
- 2017년 11월 30일 병설유치원 신설공사 및 영어실,돌봄교실 이전, 급식실, 도서실, 과학실 환경 개선
- 2018년 2월 13일 제69회 졸업식(졸업생 61명, 총 22746명)
- 2018년 2월 28일 학교 주물 교문 및 교사동 4층 추락방지 안전바 설치
- 2018년 4월 1일 위클래스 상담실 구축공사
- 2018년 10월 1일 어린이 놀이시설 환경개선 공사, 유희실 및 유치원 급식실 설치
- 2019년 2월 15일 제70회 졸업식(졸업생 60명, 총22,806명)
- 2019년 9월 1일 제27대 윤정애 교장 취임
- 2019년 12월 20일 2동사 엘리베이터 완공
- 2020년 2월 14일 제71회 졸업식(졸업생 65명, 총 22871명)

## 참고 자료
- 서울노량진초등학교 - 한국교육학술정보원 학교알리미